# Cicloalqueno
Los cicloalquenos son hidrocarburos cuyas cadenas se encuentran cerradas y cuentan con uno o más dobles enlaces covalentes. El cicloalqueno más sencillo, de menor número de átomos de carbono, es el ciclopropeno. Al ser cadenas cerradas, se presenta la insaturación de dos átomos de hidrógeno, además, por presentar enlaces covalentes dobles, cada enlace de estos supone dos insaturaciones menos adicionales. 
Algunos cicloalquenos, tales como el ciclobuteno y el ciclopenteno, se pueden utilizar como monómeros para producir cadenas de polímero. Debido a restricciones geométricas, los cicloalquenos pequeños son casi siempre isómeros cis, y el término cis tiende a ser omitido de los nombres. En los anillos más grandes (de alrededor de 8 átomos), puede producirse isomería cis-trans del doble enlace.

## Propiedades
Las temperaturas de fusión son inferiores a las de los cicloalcanos correspondientes (de mismo número de carbonos) puesto que, la rigidez del doble enlace impide un empaquetamiento compacto.
Las reacciones más usuales de los alquenos son las de adición. Un ejemplo es la hidratación catalizada por ácido del 1-metilciclohexeno a 1-metilciclohexanol:

## Nomenclatura
Los cicloalquenos son moléculas de fórmula molecular global CnH2n-2. Para nombrar los cicloalquenos se asignan los localizadores 1 y 2 a los carbonos del doble enlace. La dirección de numeración se elige de manera que la suma de los localizadores de los distintos sustituyentes del anillo dé el menor resultado. Ya que el doble enlace siempre está en posición 1 no es necesario especificarlo en el nombre. 
Si un grupo metileno (=CH2) se encuentra unido a un carbono de un ciclo, el compuesto se nombra como un derivado metilénico del cicloalqueno correspondiente. El carbono por el cual se unen será el carbono 1 del anillo.

## Ejemplos

Ciclopropeno
Ciclobuteno
Ciclopenteno
Ciclohexeno
Ciclohepteno
1,3-Ciclohexadieno
1,4-Ciclohexadieno
1,5-Ciclooctadieno